# Campionati europei di ciclismo su pista 2025 - Keirin femminile
La gara del keirin femminile ai Campionati europei di ciclismo su pista 2025 si svolse il 16 febbraio 2025 presso il Omnisport Heusden-Zolder di Heusden-Zolder, in Belgio.

## Risultati

### Primo turno
I vincitori avanzano al secondo turno, tutti gli altri sono rilegati al ripescaggio.
Heat 1
| Rank | Atleta               | Nazione     | Note |
| ---- | -------------------- | ----------- | ---- |
| 1    | Rhian Edmunds        | Regno Unito | Q    |
| 2    | Lea Sophie Friedrich | Germania    |      |
| 3    | Veronika Jaborníková | Rep. Ceca   |      |
| 4    | Marie-Louisa Drouode | Francia     |      |
| 5    | Marija Pavlović      | Serbia      |      |

Heat 2
| Rank | Atleta            | Nazione                     | Note |
| ---- | ----------------- | --------------------------- | ---- |
| 1    | Hetty van de Wouw | Paesi Bassi                 | Q    |
| 2    | Yana Burlakova    | Atleti Neutrali Autorizzati |      |
| 3    | Nikola Seremak    | Polonia                     |      |
| 4    | Clara Schneider   | Germania                    |      |
| 5    | Helena Casas      | Spagna                      |      |

Heat 3
| Rank | Atleta               | Nazione                     | Note |
| ---- | -------------------- | --------------------------- | ---- |
| 1    | Alina Lysenko        | Atleti Neutrali Autorizzati | Q    |
| 2    | Steffie van der Peet | Paesi Bassi                 |      |
| 3    | Oleksandra Lohviniuk | Ucraina                     |      |
| 4    | Kateřina Peterková   | Rep. Ceca                   |      |
| 5    | Beatrice Bertolini   | Italia                      |      |

Heat 4
| Rank | Atleta                 | Nazione     | Note |
| ---- | ---------------------- | ----------- | ---- |
| 1    | Lauren Bell            | Regno Unito | Q    |
| 2    | Miriam Vece            | Italia      |      |
| 3    | Alla Biletska          | Ucraina     |      |
| 4    | Marlena Karwacka       | Polonia     |      |
| 5    | Lauryna Valiukevičiūtė | Lituania    |      |

### Ripescaggio
I vincitori avanzano al secondo turno, tutti gli altri sono eliminati.
Template:Col-begin
Heat 1
| Rank | Atleta               | Nazione   | Note |
| ---- | -------------------- | --------- | ---- |
| 1    | Lea Sophie Friedrich | Germania  | Q    |
| 2    | Helena Casas         | Spagna    | Q    |
| 3    | Alla Biletska        | Ucraina   |      |
| 4    | Kateřina Peterková   | Rep. Ceca |      |

Heat 2
| Rank | Atleta               | Nazione                     | Note |
| ---- | -------------------- | --------------------------- | ---- |
| 1    | Veronika Jaborníková | Rep. Ceca                   | Q    |
| 2    | Yana Burlakova       | Atleti Neutrali Autorizzati | Q    |
| 3    | Marlena Karwacka     | Polonia                     |      |
| 4    | Beatrice Bertolini   | Italia                      |      |

Heat 3
| Rank | Atleta                 | Nazione     | Note |
| ---- | ---------------------- | ----------- | ---- |
| 1    | Steffie van der Peet   | Paesi Bassi | Q    |
| 2    | Nikola Seremak         | Polonia     | Q    |
| 3    | Lauryna Valiukevičiūtė | Lituania    |      |
| 4    | Marie-Louisa Drouode   | Francia     |      |

Heat 4
| Rank | Atleta               | Nazione  | Note |
| ---- | -------------------- | -------- | ---- |
| 1    | Miriam Vece          | Italia   | Q    |
| 2    | Clara Schneider      | Germania | Q    |
| 3    | Oleksandra Lohviniuk | Ucraina  |      |
| 4    | Marija Pavlović      | Serbia   |      |

### Secondo turno
I primi tre avanzano alla finale 1–6, gli altrin avanzano alla finale 7–12.
Heat 1
| Rank | Atleta               | Nazione                     | Note |
| ---- | -------------------- | --------------------------- | ---- |
| 1    | Miriam Vece          | Italia                      | Q    |
| 2    | Rhian Edmunds        | Regno Unito                 | Q    |
| 3    | Hetty van de Wouw    | Paesi Bassi                 | Q    |
| 4    | Nikola Seremak       | Polonia                     |      |
| 5    | Yana Burlakova       | Atleti Neutrali Autorizzati |      |
| 6    | Lea Sophie Friedrich | Germania                    |      |

Heat 2
| Rank | Atleta               | Nazione                     | Note |
| ---- | -------------------- | --------------------------- | ---- |
| 1    | Alina Lysenko        | Atleti Neutrali Autorizzati | Q    |
| 2    | Lauren Bell          | Regno Unito                 | Q    |
| 3    | Steffie van der Peet | Paesi Bassi                 | Q    |
| 4    | Helena Casas         | Spagna                      |      |
| 5    | Clara Schneider      | Germania                    |      |
| 6    | Veronika Jaborníková | Rep. Ceca                   |      |

### Finale
Small final
| Rank | Atleta               | Nazione                     | Note |
| ---- | -------------------- | --------------------------- | ---- |
| 7    | Lea Sophie Friedrich | Germania                    |      |
| 8    | Yana Burlakova       | Atleti Neutrali Autorizzati |      |
| 9    | Clara Schneider      | Germania                    |      |
| 10   | Nikola Seremak       | Polonia                     |      |
| 11   | Helena Casas         | Spagna                      |      |
| 12   | Veronika Jaborníková | Rep. Ceca                   |      |

Finale
| Rank | Atleta               | Nazione                     | Note |
| ---- | -------------------- | --------------------------- | ---- |
| 1    | Steffie van der Peet | Paesi Bassi                 |      |
| 2    | Rhian Edmunds        | Regno Unito                 |      |
| 3    | Hetty van de Wouw    | Paesi Bassi                 |      |
| 4    | Alina Lysenko        | Atleti Neutrali Autorizzati |      |
| 5    | Miriam Vece          | Italia                      |      |
| 6    | Lauren Bell          | Regno Unito                 |      |